# Peine de mort en Iran
Pour un article plus général, voir Peine de mort.
La peine de mort en Iran constitue le châtiment suprême dans ce pays. Deuxième en nombre d'exécutions après la Chine, l'Iran fait partie des pays où l'application de la peine de mort est la plus poussée, s'appliquant à des crimes non-violents, aux mineurs et parfois par lapidation.

## Crimes punis de la peine de mort

### Meurtre
Le meurtre est le seul crime pour lequel un mineur peut être condamné à mort. Les autorités justifient les exécutions de mineurs pour meurtre en affirmant qu’il s’agissait de cas de qisas (réparation) plutôt que d’edam (exécution). Selon ces mêmes autorités cette distinction évincerait toute violation du pacte international relatif aux droits civils et politiques et à la convention internationale des droits de l'enfant, dont l'Iran est signataire. Un argument que rejettent les organisations de défense des droits de l'homme qui parlent d'« une distinction non reconnue par le droit international relatif aux droits de l'Homme».
Dans les cas de meurtre, les juges sont forcés de prononcer la peine de mort et cette sentence doit être exécutée si la famille de la victime n'en a pas décidé autrement. Elle peut éventuellement le faire en échange d'une indemnisation de la part du condamné ou de ses proches.

### Crimes contre les personnes suivis de mort
L'Iran prévoit et pratique la peine de mort pour divers crimes comme le viol ou l'enlèvement. Ces lois sont effectivement suivies de condamnation à mort et d'exécution dans les cas les plus graves,.

### Trafic de drogue
D'après la loi anti-narcotique de 1989 amendée en 1997 d'Iran, les faits suivants sont passibles de la peine de mort :
- La culture de drogues telles que la cocaïne[pas clair] à la troisième récidive (art 2) ;
- La production, distribution, transport ou vente de certaines drogues telles que l'opium à hauteur d'au moins 5 kilogrammes (art 4) ;
- La possession en état de récidive de certaines drogues telles que l'opium à hauteur d'au moins 100 kilogrammes (art 5) ;
- Les mêmes faits que ceux cités aux articles 4 et 5 en état de récidive lorsque l'on atteint la hauteur de 5 kilogrammes en cumulant la marchandise des faits précédents et ceux des faits actuels (art 6) ;
- La production, distribution, transport ou vente de certaines drogues telles que l'héroïne à hauteur d'au moins 30 grammes (art 8) ;
- Les mêmes faits que ceux cités à l'article 8 en troisième récidive lorsque l'on atteint la hauteur de 30 grammes kilogrammes[pas clair] en cumulant la marchandise des faits précédents et ceux des faits actuels (art 9).

Les exécutions de trafiquants de drogue sont très courantes en Iran et représentent certainement un pourcentage élevé des exécutions.

### Crimes contre l'État
L'Iran a récemment essuyé des critiques pour avoir prononcé des condamnations à mort contre d'actifs participants des protestations postélectorales iraniennes de 2009. En juillet 2009 treize membres présumés du Joundallah ont été exécutés à la suite du premier attentat-suicide revendiqué par ce groupe baloutche contre une mosquée chiite.
L'espionnage et la trahison sont également passibles de la peine de mort, au même titre qu'un certain nombre d'infractions militaires (en vertu de la « Loi sur les infractions relatives aux forces armées » de 2003).
Les articles 286 et 287 du Code pénal islamique prévoient également la peine de mort pour rébellion ou « corruption sur Terre ».

### Autres crimes
En violation probable de l’article 6.2 du Pacte international sur les droits civils et politiques (qui dit que la peine de mort est réservée aux « crimes les plus graves »), le code pénal iranien sanctionne de la peine de mort divers comportements, considérés comme des délits en droit iranien (ces peines relèvent de la catégorie hudûd en fiqh) :
- moharebeh (inimitié à l’égard de Dieu) est un crime dont la définition est apparentée à celle du terrorisme. L'appartenance à un groupe armé d'opposition est passible de la peine capitale ou de la prison à vie si l'accusé est coupable de moharebeh. Sous couvert de crime religieux, moharebeh est utilisé pour poursuivre et condamner à mort des opposants politiques.
- l'adultère, sous diverses circonstances définies dans le code pénal[7] ;
- la sodomie (définie comme une relation sexuelle entre deux hommes dans le code pénal iranien), active et passive, lorsqu'elle est consentante[8],[9] ;
- le lesbianisme, à la troisième récidive[10] ;
- la fornication, en cas de récidive[4]
- la consommation d’alcool, après récidive (art. 179) ;
- le vol à main armée (art. 185) ;
- le blasphème envers les personnages importants de l'islam, sous certaines conditions[11]
- le viol (art. 224)[4] ;
- le kidnapping lorsqu'il s'accompagne de circonstances aggravantes[4] ;
- les vols avec récidive[4] ;
- certains crimes de nature économiques (contrefaçon, contrebande, spéculation etc.) en vertu de la « Loi sur la répression des perturbateurs du système économique national » de 1990[4] ;
- les infractions relatives aux mœurs, telles que la production et la diffusion de vidéos et films pornographiques (art. 3 et 4 de la « Loi sur la répression des personnes ayant des activités non autorisées dans les opérations audiovisuelles » de 2008)[4] ;
- la production ou la préparation de nourriture, boissons, cosmétiques ou de produits sanitaires qui entraînent la mort lorsqu'ils sont consommés ou utilisés[4] ;
- la prostitution[12],[13].

En décembre 2002, l’ayatollah Shahroudi, à la tête du pouvoir judiciaire, aurait adressé aux juges une directive leur demandant de suspendre les lapidations et les incitant à choisir d’autres formes de sanctions. L’Iran s’est donc, en principe, engagé depuis cette époque à ne pas appliquer la peine capitale par lapidation en dehors de condamnations pour faits graves (meurtres mais aussi viols).
Si l’adultère reste officiellement à ce jour un crime passible de la peine capitale, celle-ci n’est théoriquement plus requise dans les faits d’adultère isolés. En revanche, elle reste requise quand l’adultère est associé au meurtre ou pour certaines formes aggravées comme le viol, et concerne autant les femmes que les hommes, même mineurs au moment des faits.
Le Code pénal islamique ne mentionne pas explicitement l'apostasie, la sorcellerie ou l'hérésie ; néanmoins certaines interprétations de la charia par les tribunaux peuvent conduire à une condamnation à mort pour apostasie.

## Procédure légale

### Procédure judiciaire
Selon la loi iranienne, une condamnation à mort doit avoir été confirmée par une cour d'appel puis par la Cour suprême avant d'être mise à exécution. Les autorités mettent souvent en avant ce fait face aux critiques internationales : « la peine de mort est une peine qui n'est appliquée qu'après un processus judiciaire exhaustif. »

### Application selon les infractions
Depuis peu, les exécutions ne sont plus effectuées, ou tout du moins très rarement, en public. Elle s'effectuent le plus souvent par pendaison-strangulation. Le condamné est suspendu jusqu'à ce qu'il perde connaissance au bout de quelques minutes. Il faut encore plus de temps pour que le cœur cesse de battre. Il arrive marginalement que certaines exécutions soient pratiquées par fusillade.
En juin 2008, l'Iran a annoncé son intention de remplacer la lapidation par la pendaison dans tous les cas où elle est encourue, on ignore si l'annonce sera suivie d'effet. Selon Amnesty International, au moins 10 personnes sont toujours sous le coup d’une condamnation à mort par lapidation à la fin de l’année 2008 et deux hommes ont ainsi été mis à mort en décembre. En 2009, le cas de Kobra Najjar, condamnée à la lapidation pour adultère a été fortement médiatisé ; sa sentence a été commuée à 100 coups de fouet au début de l'année.

## Histoire

### Condamnés célèbres
- En 2007, Majid Kavousifar et son neveu Hussein sont pendus pour le meurtre du juge Hassan Moghaddas.
- En 2006, Sakineh Mohammadi Ashtiani est condamnée à mort par lapidation pour adultère et complicité du meurtre de son mari. Elle a aussi été condamnée à 99 coups de fouet pour « relation illicite » avec deux hommes. Une vaste campagne de soutien international permettra de suspendre sa condamnation en 2010. En 2014, elle est libérée de prison pour bonne conduite[18].
- Le 14 janvier 2009, un tribunal révolutionnaire a condamné la kurde Zeinab Jalalian à la peine de mort par pendaison pour « inimitié à l’égard de Dieu » (moharebeh). L'accusation lui reproche de participer à l’organisation politique kurde Parti pour une vie libre au Kurdistan, ce qu’elle nie. Elle a été torturée pendant sa détention et n'avait pas d'avocat lors du procès expéditif. La Cour suprême d’Iran, sur ordre du Guide suprême, a décidé en janvier 2012, à la suite de nombreuses interventions d’ONG, dont l’ACAT, de commuer cette condamnation en peine de prison à perpétuité[19],[20].
- Youcef Nadarkhani, a été condamné à mort en 2010 pour apostasie, puisqu'il a renoncé à sa foi islamique. Son cas a fait l'objet de demandes de clémence de la part de la communauté internationale. En septembre 2012, Nadarkhani est acquitté, puis remis en liberté[21].
- Le 9 janvier 2012, Amir Mirzai Hekmati a été condamné à mort pour espionnage. Cet Américain d'origine iranienne est accusé d'avoir travaillé pour la CIA. Ses "confessions" télévisées sont remises en cause[22].
- Le 10 janvier 2012, le développeur informatique Saeed Malekpour, est condamné à mort pour avoir hébergé des sites au contenu "obscène". Sa condamnation a par la suite été commuée en peine d’emprisonnement à perpétuité[23].

## Ces dernières années

### Statistiques
Le graphique qui aurait dû être présenté ici ne peut pas être affiché car il utilise l'ancienne extension Graph, désactivée pour des questions de sécurité. Des indications pour créer un nouveau graphique avec la nouvelle extension Chart sont disponibles ici.

- Iran statistique officiel[24]

Nombre d'exécutions par an (estimation) :
- 2000 : 165[25]
- 2001 : 75
- 2002 : 316
- 2003 : 108[26]
- 2004 : 159[27]
- 2005 : 94[28]
- 2006 : 177[29]
- 2007 : 377[30]
- 2008 : 346[31]
- 2009 : 388[32]
- 2010 : 190 dont 6 femmes (trafic de drogue 132, meurtre 11, politique 4, viol 19, enlèvement 7, ennemi de dieu 17)[33]

#### Bilan pour 2012
Plusieurs centaines de personnes ont été condamnées à mort. Les autorités ont reconnu 314 exécutions. D’après des sources non officielles dignes de foi, au moins 230 autres personnes auraient été exécutées, dans bien des cas en secret, ce qui porterait à 544 au moins le nombre d’exécutions, le nombre véritable pouvant toutefois être bien supérieur,.
Parmi les 314 personnes dont les autorités ont reconnu l’exécution, 71 % avaient été condamnées pour des infractions en lien avec des stupéfiants, à l’issue de procès non conformes aux normes d’équité. Beaucoup appartenaient à des groupes pauvres et marginalisés – des ressortissants afghans en particulier. La peine de mort restait applicable dans les affaires de meurtre, de viol, de violence armée, d’espionnage, d’apostasie, de relations extraconjugales et de relations homosexuelles. Au moins 63 exécutions ont eu lieu en public.

#### Bilan pour 2013
L'Iran reconnait officiellement 369 exécutions en 2013, mais il faut tenir compte d'un grand nombre d'exécutions tenues secrètes : selon des sources fiables, au moins 335 autres exécutions ont eu lieu,. 
Comme par le passé, des personnes ont été exécutées pour des infractions n'étant pas des homicides volontaires, c'est-à-dire pour des infractions ne correspondant pas à la notion de « crimes les plus graves » prévue par les normes internationales pour le recours à la peine de mort. La peine de mort a été appliquée pour des infractions à la législation sur les stupéfiants, pour viol et pour des «infractions» à la formulation vague, comme l'« inimitié à l'égard de Dieu » ou la « corruption sur terre ».

#### Bilan pour 2019
La République Islamique d'Iran a exécuté 251 condamnés à mort au cours de l'année 2019, selon la Fédération internationale des droits de l'homme.

### Condamnations à mort et exécutions récentes
Ce chapitre présente les condamnations ayant eu le plus d'écho médiatique. Il ne s'agit pas d'une liste exhaustive.

#### 2020
- Le lundi 20 juillet 2020, la République Islamique d'Iran a exécuté un ancien traducteur reconnu coupable d'espionnage en ayant livré des informations au profit des États-Unis et d'Israël ayant conduit à l'assassinat du général Qassem Soleimani[39],[40],[41],[42].
- Le samedi 12 septembre 2020, le lutteur Navid Afkari est exécuté par pendaison à la prison d'Adelab, à Chiraz[43]. Arrêté en septembre 2018, Navid Afkari avait été condamné à la peine de mort et à 74 coups de fouet pour avoir poignardé un homme à mort, ce que son avocat conteste.
- Le samedi 12 décembre 2020, le journaliste et opposant iranien Rouhollah Zam a été exécuté par pendaison[44]. Le journaliste avait été capturé en Irak en octobre 2019, dans une opération qui avait impliqué les services de renseignement irakiens[45],[46].Jugé en février 2020, il avait été reconnu coupable d'avoir joué un rôle dans les manifestations de 2017 et 2018 en Iran, via sa chaîne sur la plateforme de messagerie Telegram[47].
- Le samedi 5 décembre 2020, la Cour suprême d'Iran annonce qu'un nouveau procès sera accordé à trois hommes condamnés à mort pour avoir participé aux manifestations de 2019-2020 en Iran. Les trois hommes, Amirhossein Moradi, 26 ans, Saïd Tamdjidi, 28 ans et Mohammad Radjabi, 26 ans avaient été condamnés pour "collusion en vue d'attenter à la sécurité intérieur" et "incendie et destruction de bien public"[48].
- Au total, la République Islamique d'Iran a exécuté plus de 250 condamnés à mort au cours de l'année 2020[49],[50],[51]. Selon certains chiffres, le nombre d'exécutés en Iran au cours de l'année 2020 s'élève à 246[52],[53].

#### 2021
- En juillet 2021, l'Iran décide de repousser l'exécution de Hossein Shahbazi, qui aurait commis un meurtre à l'âge de 17 ans. Le jeune homme avait subi des interrogatoires de la police à Chiraz et avait probablement été torturé[54],[55]. Cependant, Hossein Shahbazi est toujours susceptible d'être exécuté[56],[57].
- Le 2 août 2021, l'Iran a exécuté Sajad Sanjari, un jeune homme de 26 ans qui avait été arrêté en août 2010, à l'âge de 15 ans[58],[59]. Le jeune homme avait été interpellé dans le cadre d'une affaire de meurtre. Lors de son procès, il avait expliqué qu'il avait poignardé l'homme, car celui-ci avait tenté de l'agresser et de le violer, et qu'il aurait donc agi en état de légitime défense[60].
- L'Iran a exécuté 16 personnes dans plusieurs villes entre le 11 et le 18 octobre. Selon certains analystes, ces exécutions auraient pour objectif de contrer la montée des protestations liées à la pauvreté et à l'inflation[61].
- Le 24 novembre, Arman Abdolali est exécuté à l'âge de 25 ans[62]. Il avait été condamné à mort pour un meurtre commis quand il avait 17 ans[63]. Son exécution avait été reportée à plusieurs reprises en raison de la pression internationale[64],[65],[66], la Convention relative aux droits de l'enfant de 1989 interdisant explicitement la peine de mort pour les crimes commis avant l'âge de 18 ans[67].

##### 2022
- Nombre d'exécutions : 576[68].

##### 2023
- Nombre d'exécutions : 853 (dont 24 femmes, 5 mineurs au moment des faits, 7 exécutions publiques)[68].
- Le 6 mai 2023, Habib Chaab, citoyen irano-suédois, est exécuté par pendaison pour son rôle dans la direction du groupe Harakat al-Nidal, à qui l'Iran reproche des « actions terroristes » ayant tué ou blessé « plus de 450 citoyens iraniens », dont l'attentat d'Ahvaz[69], pourtant revendiqué par l'État islamique[70].
- Le 8 mai 2023, Yousef Mehrdad et Sadrollah Fazeli Zare sont pendus (en) pour avoir animé des chaînes Telegram islamophobes[71],[72]. Dans le détail, il est reproché aux deux hommes l'insulte au Prophète (sabb al-Nabi (fa)) et l'insulte à des choses saintes. Sadrollah Fazeli Zare est en plus accusé d'apostasie originelle (ertedad-e fetri), d'insulte à la mère du Prophète, de profanation du Coran et de publication d'images privées d'autrui sans consentement[73].
- Le 8 juillet 2023, Mohammad Ramez Rashidi et Naeem Hashem Qatali sont pendus en public à Chiraz pour avoir armé et aidé logistiquement l'auteur de l'attaque de Chah-Tcheragh[74]. Le 18 mars 2023, leurs trois coaccusés (Hamidollah Kaboli, Mostafa Jan Amani et Mohammad Rahmani) avaient écopé de peines de prison allant de 5 à 25 ans[75].
- Selon le rapport d'Amnesty international, les exécutions « ont visé de manière disproportionnée la minorité ethnique baloutche d'Iran, laquelle représentait 20 % des exécutions recensées mais seulement 5 % environ de la population iranienne »[68].

##### 2024
- Le 7 août 2024, 29 personnes sont pendues, dont 26 lors d’une exécution collective dans la prison de Ghezel Hesar, à Karaj[76].
- Le 26 août 2024, Amir Reza Ajam Akrami est pendu en public à Shahroud pour le meurtre par balle de l'avocat Mahmoud Reza Jafar Aghaei[77], commis le 8 août 2022 dans la même ville[78]. Il s'agit de la première exécution publique de 2024[79]. Le 30 décembre 2023, le commanditaire de l'assassinat avait, quant à lui, écopé d'une peine de 25 ans de prison[80].
- Le 30 septembre 2024, deux hommes sont exécutés en public à Khomein pour un vol à main armée et le meurtre d'un policier, commis le 15 décembre 2020 dans la même ville[81].
- Le 23 octobre 2024, 4 personnes sont exécutées à la prison centrale de Karaj pour avoir vendu de l'alcool frelaté ayant provoqué la mort de 17 personnes et l'hospitalisation de 191 blessés[82]. En septembre 2023, leurs sept coaccusés avaient écopé de peines de prison allant de un à cinq ans[83].

##### 2025
- Le 10 juin 2025, L'Iran exécute neuf membres de l'État islamique pour une attaque de 2018, qui a tué trois membres du Corps des gardiens de la révolution islamique[84].
- Le 27 juillet 2025, L'Iran exécute deux membres du groupe d'opposition en exil MEK, accusés d'avoir mené des attaques contre des bâtiments résidentiels, éducatifs et gouvernementaux[85].

#### Exécutions de femmes
Entre 2010 et 2024, 241 femmes ont été exécutées, 114 pour meurtre et 107 pour des affaires de drogue. Parmi ces 241 femmes, 31 ont été exécutées en 2024, ce qui constituerait un record depuis 2008 d'après l'ONG Iran Human Rights (en).